# Elatostema catalonanum
Elatostema catalonanum là loài thực vật có hoa trong họ Tầm ma. Loài này được (C.B.Rob.) H.Schroet. mô tả khoa học đầu tiên năm 1935.